# Asesinatos de McMahon
Los asesinatos McMahon o asesinatos entre McMahon fue un asesinato en masa de la familia McMahon cometido por agentes de policía ocurridas el 24 de marzo de 1922, cuando seis civiles católicos fueron asesinados a tiros en la casa de la familia McMahon en Belfast, Irlanda del Norte. Un grupo de policías irrumpió en su casa por la noche y disparó a los ocho hombres que se encontraban dentro en un aparente ataque sectario. Las víctimas fueron el empresario Owen McMahon, cuatro de sus hijos y uno de sus empleados. Otras dos personas recibieron disparos pero sobrevivieron y una mujer de la familia fue atacada. Los supervivientes dijeron que la mayoría de los pistoleros vestían uniformes de policía y eran sospechosos de ser miembros de la Policía Especial del Ulster (USC). Se cree que fue una represalia por el asesinato de dos agentes de policía a manos del Ejército Republicano Irlandés (IRA) en May Street, Belfast, el día anterior.
Irlanda del Norte se creó diez meses antes, en plena Guerra de Independencia de Irlanda. Una tregua puso fin a la guerra en la mayor parte de Irlanda; pero continuaron los conflictos sectarios en Belfast y los combates en las zonas fronterizas. La policía de Irlanda del Norte –especialmente la USC, que era casi en su totalidad protestante y unionista– estuvo involucrada en una serie de ataques contra civiles católicos y nacionalistas irlandeses en represalia por las acciones del IRA. Una semana después, seis católicos más fueron asesinados en otro ataque de represalia.

## Antecedentes
En mayo de 1921, durante la Guerra de Independencia de Irlanda, Irlanda fue dividida bajo la ley británica, creando Irlanda del Norte. En julio de 1921, se acordó una tregua entre representantes de la República de Irlanda y el Gobierno británico, que puso fin a la guerra en la mayor parte de Irlanda. Según los términos del Tratado angloirlandés de diciembre de 1921, la mayor parte de Irlanda se convertiría en el Estado libre irlandés, mientras que Irlanda del Norte podría optar por seguir siendo parte del Reino Unido, y una comisión de fronteras decidiría la frontera final. La violencia continuó en Irlanda del Norte después de la tregua. En la primera mitad de 1922, en palabras del historiador Robert Lynch, el Ejército Republicano Irlandés (IRA) "haría un último intento de socavar la cada vez más dura realidad de la partición lanzando una ofensiva total en la recién creada Provincia del Norte Irlanda".
Para combatir al IRA, el nuevo gobierno sindical de Irlanda del Norte estableció la Policía Especial del Ulster (USC), una fuerza policial de reserva cuasi militar de la Policía Real Irlandesa (RIC). La USC tenía una relación mutuamente hostil con los nacionalistas y republicanos irlandeses en Irlanda del Norte. Lynch escribe sobre la USC: "algunos eran educados y corteses, otros simplemente arrogantes y destructivos, mientras que una pequeña minoría anónima decidió matar".
Se cree que los asesinatos de McMahon fueron una represalia por el asesinato de dos hombres de la USC por parte del IRA en Belfast. El 23 de marzo de 1922, los agentes Thomas Cunningham y William Cairnside estaban patrullando Great Victoria Street en el centro de la ciudad cuando un grupo de miembros del IRA se les acercó y los mataron a tiros. Dos católicos, Peter Murphy (61) y Sarah McShane (15), fueron asesinados a tiros en un presunto ataque de represalia varias horas después en la zona católica de Short Strand por hombres armados no identificados.
La familia McMahon no tenía vínculos con ninguna violencia paramilitar. Owen McMahon era partidario y amigo personal de Joe Devlin, miembro del Parlamento (MP) por el Partido Parlamentario Irlandés (IPP), un nacionalista irlandés que rechazaba la violencia republicana. McMahon era un próspero hombre de negocios, poseía varios pubs en Belfast (uno de los cuales era The Capstan Bar en Ann Street) y una vez fue presidente de la Northern Vintners' Association. Su casa en Kinnaird Terrace, junto a Antrim Road, en el centro-norte de Belfast, cerca de la zona de New Lodge, ha sido descrita como una "espaciosa mansión victoriana". Sin embargo, uno de los hombres asesinados en Kinnaird Terrace, Edward McKinney, un empleado de la familia McMahon, fue reconocido más tarde y póstumamente como voluntario del IRA por el Cuartel General del IRA. En su libro Donegal y la Guerra Civil, Liam Ó Duibhir escribió que "su [IRA de McKinney]... quedó oculto después de los asesinatos, ya que habría dado a la policía y a la mafia leal la oportunidad de justificar sus acciones".

## Asesinatos
Alrededor de la 1 de la madrugada del 24 de marzo de 1922, dos hombres vestidos con uniformes de policía le quitaron un mazo a un trabajador de Belfast Corporation, que estaba vigilando una obra en construcción en Carlisle Circus. El mazo se utilizó más tarde para abrir la puerta de McMahon. En ese momento había toque de queda debido a la violencia diaria en la ciudad. En la cercana Clifton Avenue, se encontraron con otros tres hombres y el grupo de cinco se dirigió a la casa de Owen McMahon. Esa noche había ocho hombres y tres mujeres en la casa. Los hombres eran Owen, sus seis hijos y Edward McKinney. McKinney era de Desertegney, una parroquia al norte de Buncrana en Inishowen, condado de Donegal. Trabajó para los McMahon como bartender. Las mujeres eran la esposa de Owen, Eliza, su hija y su sobrina. Alrededor de la 1:20 am, la pandilla usó un mazo para derribar la puerta de la casa de los McMahon.
La esposa de Owen, Eliza, dijo que cuatro de los hombres llevaban gorras de policía y pistolas, mientras que otro vestía ropa de civil. John McMahon, uno de los hijos de Owen, dijo: "Cuatro de los cinco hombres vestían el uniforme del RIC, pero por su apariencia sé que son especiales, no RIC normales". Todos los hombres ocultaron sus rostros. Los cuatro hombres uniformados de policía subieron corriendo las escaleras y los condujeron al comedor. Las mujeres fueron llevadas a otra habitación. Eliza “se arrodilló y suplicó clemencia, pero recibió un golpe en un costado de la cabeza y cayó al suelo”. Cuando Owen preguntó por qué se señalaba a su familia, uno de los pistoleros dijo que era porque era “un papista respetado”. Los pistoleros dijeron "ustedes, muchachos, recen sus oraciones" antes de abrir fuego. Cinco de los hombres murieron inmediatamente y dos resultaron heridos, uno de muerte.
Owen McMahon (50), Gerard McMahon (15), Frank McMahon (24), Patrick McMahon (22) y Edward McKinney (25) murieron inmediatamente, mientras que Bernard McMahon (26) murió más tarde. El hijo menor de los McMahon, Michael, de 12 años, sobrevivió al ataque escondiéndose detrás de muebles y fingiendo haber sido golpeado. John McMahon (30) sobrevivió a pesar de las graves heridas de bala. Eliza McMahon dio la alarma abriendo la ventana de la sala y gritando "¡Asesinato! ¡Asesinato!" Una matrona de una residencia de ancianos adyacente fue alertada y llamó a la policía y a una ambulancia.
Se alegó que un grupo de agentes de policía que operaban desde Brown Square Barracks en el área de Shankill Road estaban detrás de los asesinatos. Esto nunca ha sido probado, pero el historiador Éamon Phoenix, del Stranmillis College en Belfast, dijo que hay "pruebas circunstanciales sólidas" de que el inspector de distrito John Nixon fue el responsable. El historiador Tim Pat Coogan también cree que la policía fue responsable. El Departamento de Defensa del Estado Libre de Irlanda llevó a cabo una investigación, pero no las autoridades de Irlanda del Norte. Un informe de Free State de 1924 alegaba que doce agentes de policía, identificados por su nombre en el informe, habían cometido los asesinatos de McMahon, así como varios otros ataques contra católicos.

## Consecuencias
Los asesinatos causaron indignación entre la población católica de Belfast y más de 10.000 personas asistieron a los funerales de los asesinados. Los funerales de Owen, Gerard, Frank y Patrick se celebraron el domingo 26 de marzo. El ejército británico alineó la ruta del cortejo fúnebre –desde el norte de Belfast hasta el cementerio de Milltown– anticipando que sería atacado. Edward McKinney fue enterrado el mismo día, domingo 26 de marzo, en el cementerio Cockhill en las afueras de Buncrana, en su Inishowen natal.
En la misa fúnebre de las víctimas en la iglesia de San Patricio, el reverendo padre Bernard Laverty dijo a la congregación que incluso los Black and Tans "no eran culpables de nada que se acercara a este [crimen] en su indescriptible barbarie". Los McMahon fueron "asesinados simplemente porque eran católicos", pero les dijo a los dolientes que practicaran "la paciencia y la tolerancia" y no buscaran venganza. El diputado del Partido Nacionalista Irlandés, Joe Devlin, dijo al Parlamento británico: "Si los católicos no tienen armas para protegerse, son asesinados. Si tienen armas, son azotados y condenados a muerte".
David Lloyd George y Winston Churchill, preocupados de que la violencia colapsara la nueva administración de Irlanda del Norte, organizaron una reunión en Londres entre el líder republicano irlandés Michael Collins y Sir James Craig, primer ministro de Irlanda del Norte, ambos para intentar detener la violencia del IRA. que Collins ha alentado y apoyado tácitamente y ha presionado a Craig para que brinde más protección a los católicos. Craig negó la afirmación nacionalista de que los asesinatos de McMahon fueron parte de un pogromo anticatólico en nombre de las fuerzas estatales y dijo al Parlamento de Irlanda del Norte que "nunca tal cosa ha sido la política de los protestantes aquí... Los habitantes del Ulster están en contra, no la católicos, pero... contra los rebeldes, que están contra el asesinato, el bolchevismo y contra esos enemigos no sólo del Ulster sino del Imperio [británico]".
Los asesinatos fueron parte de una serie de represalias contra los católicos por los ataques del IRA en Belfast y otros lugares. La semana siguiente se produjo un incidente similar en Belfast, conocido como los "asesinatos de Arnon Street", en el que cinco católicos fueron asesinados por agentes de policía uniformados que allanaron sus casas; supuestamente en venganza por la muerte de un policía. En total, 452 personas murieron en Belfast en el conflicto entre junio de 1920 y julio de 1922: 267 católicos y 185 protestantes.
Nadie fue procesado nunca por los asesinatos, pero el inspector de distrito John Nixon de la Policía Real Irlandesa (RIC) fue acusado de participación por los historiadores Tim Pat Coogan y Éamon Phoenix.
Posteriormente, Nixon se vio obligado a dimitir de la Policía Real del Ulster (la fuerza que sucedió a la RIC en junio de 1922), aunque con una pensión completa, en 1924, después de que se le escuchara pronunciar (en contravención de las normas policiales) un discurso político en una reunión de la Orden Naranja. diciendo que "ni un centímetro del Ulster debería ser cedido" al Estado Libre.